# RDFa
RDFa (Resource Description Framework in attributes), česky systém popisu zdrojů v atributech, je technologie pro přenos strukturovaných informací uvnitř webových stránek. RDFa je jeden ze způsobů zápisu (serializace) datového formátu Resource Description Framework (RDF). K přenosu dat v RDF používá atributy XHTML nebo HTML elementů webové stránky. Rozšiřuje způsoby použití atributů přítomných ve specifikaci (X)HTML (např. rel nebo href) a zavádí nové atributy (např. content).

## Výhody
RDFa má pět „principů interoperabilních metadat“:
- Nezávislost vydavatele – každý web může používat své vlastní standardy
- Opětovné použití dat – data se neduplikují. Pro stejný obsah nejsou vyžadovány samostatné sekce XML a HTML.
- Self Containment – HTML a RDF jsou odděleny
- Modularita schématu – atributy jsou opakovaně použitelné
- Navíc RDFa může být přínosem pro přístupnost webu, protože je k dispozici více informací pro pomocnou technologii.[1]